# Campeonato Mundial de Rugby Juvenil 2019
El Campeonato Mundial de Rugby Juvenil de 2019 fue la duodécima edición de la Copa Mundial. El principal torneo de selecciones juveniles masculinas de rugby que organiza la World Rugby (WR) se disputó desde el 4 al 22 de junio en las ciudades de Rosario y Santa Fe (Argentina).
El seleccionado de Francia se consagró campeón, tras vencer en la final al de Australia por 24 a 23. Escocia fue relegado al descenso, al finalizar último.

## Equipos participantes
| - Argentina - Fiyi - Francia - Gales | - Australia - Inglaterra - Irlanda - Italia | - Escocia - Georgia - Nueva Zelanda - Sudáfrica |

Al finalizar los partidos en cada grupo, la clasificación para la siguiente etapa se define del siguiente modo:
- los primeros de cada grupo y el mejor segundo, dirimen los puestos 1.º al 4.º.
- los dos segundos restantes y los dos mejores terceros, dirimen los puestos 5.º al 8.º.
- los cuatro equipos restantes dirimen los puestos 9.º a 12.º.

Si hubiere empate en puntos, se aplicarán los siguientes criterios de desempate:
1. el ganador del partido jugado entre ambos equipos;
2. el equipo con mejor diferencia de tantos a favor y en contra;
3. el equipo con mejor diferencia de tries a favor y en contra;
4. el equipo que marcó más tantos a favor;
5. el equipo que marcó más tries;
6. mediante la suerte arrojando una moneda.

## Resultados

### Grupo A
| Pos. | Equipo    | Encuentros | Encuentros | Encuentros | Encuentros | Tantos  | Tantos    | Tantos     | Puntos Bonus | Puntos Totales |
| Pos. | Equipo    | jugados    | ganados    | empatados  | perdidos   | a favor | en contra | diferencia | Puntos Bonus | Puntos Totales |
| ---- | --------- | ---------- | ---------- | ---------- | ---------- | ------- | --------- | ---------- | ------------ | -------------- |
| 1    | Argentina | 3          | 2          | 0          | 1          | 113     | 70        | + 43       | 3            | 11             |
| 2    | Francia   | 3          | 2          | 0          | 1          | 94      | 80        | + 14       | 3            | 11             |
| 3    | Gales     | 3          | 2          | 0          | 1          | 87      | 85        | + 2        | 1            | 9              |
| 4    | Fiyi      | 3          | 0          | 0          | 3          | 62      | 121       | - 59       | 1            | 1              |

Nota: Se otorgan 4 puntos al equipo que gane un partido y 2 al que empate
Puntos Bonus: 1 punto por convertir 4 tries o más en un partido y 1 al equipo que pierda por no más de 7 tantos de diferencia
|  | Clasificación del 1.º al 4.º puesto |

|  | Clasificación del 5.º al 8.º puesto |

|  | Clasificación del 9.º al 12.º puesto |

##### Primera fecha
| 4 de junio, 13:00 | Argentina | 25 - 30 | Gales | Hipódromo de Rosario, Rosario |  |
|                   | Tries: · Francisco Minervino 11' · Rodrigo Isgro Alastra 44' · Ignacio Mendy 60' · Conversiones: · (1/2) Geronimo Prisciantelli 12' · (1/1) Joaquín de la Vega Mendia 60' · Penales: · (1/2) Geronimo Prisciantelli 16' · (1/1) Joaquín de la Vega Mendia 77' · Tarjeta: · Ramiro Tallone Naddaf 55' hasta 65' | Reporte | Tries: 28' Harri Morgan 65' Ryan Conbeer Conversiones: 66' Cai Evans (1/2) Penales: 5', 36', 48', 51', 56', 75' Cai Evans (6/6) |                               |  |

| 4 de junio, 15:30 | Francia | 36 - 20 | Fiyi | Hipódromo de Rosario, Rosario |  |
|                   | Tries: · Donovan Taofifenua 2' · Jordan Joseph 26', 59', 73' · Leo Coly 53' · Conversiones: · (4/5) Mathieu Smaili 3', 54', 60', 75' · Penal: · (1/1) Mathieu Smaili 15' · Tarjeta: · Ethan Dumortier 44' hasta 54' | Reporte | Tries: 36' Taniela Ramasibana 66' Osea Waqaninavatu Conversiones: 39', 68' Caleb Muntz (2/2) Penales: 5', 13' Caleb Muntz (2/2) |                               |  |

##### Segunda fecha
| 8 de junio, 13:00 | Argentina | 41 - 14 | Fiyi | Club de Rugby Ateneo Inmaculada, Santa Fe |  |
|                   | Tries: · Joaquín de la Vega Mendia 9' · Ignacio Mendy 15' · Bautista Pedemonte 41' · Rodrigo Isgro Alastra 59' · Ramiro Gurovich 65' · Thomas Gallo 68' · Try penal 80' · Conversiones: · (2/6) Joaquín de la Vega Mendia 65', 69' · Tarjeta: · Bautista Pedemonte 50' hasta 60' | Reporte | Tries: · 44' Etonia Waqa · 71' Alivereti Loaloa · Conversiones: · 45', 72' Sione Turaga Kuruvoli (2/2) · Penal: · Caleb Muntz (0/1) · Tarjeta: · 76' Anasa Qaranivalu |                                           |  |

| 8 de junio, 13:00 | Francia | 32 - 13 | Gales                                                                              | Hipódromo de Rosario, Rosario |  |
|                   | Tries: Louis Carbonel 22' Vincent Pinto 47' Matthis Lebel 65' Julien Delbouis 80+2' Conversiones: (3/4) Louis Carbonel 23', 66', 80+3' Penales: (2/2) Louis Carbonel 14', 55' | Reporte | Tries: 5', 73' Tomi Lewis Conversiones: Cai Evans (0/2) Penal: 25' Cai Evans (1/1) |                               |  |

##### Tercera fecha

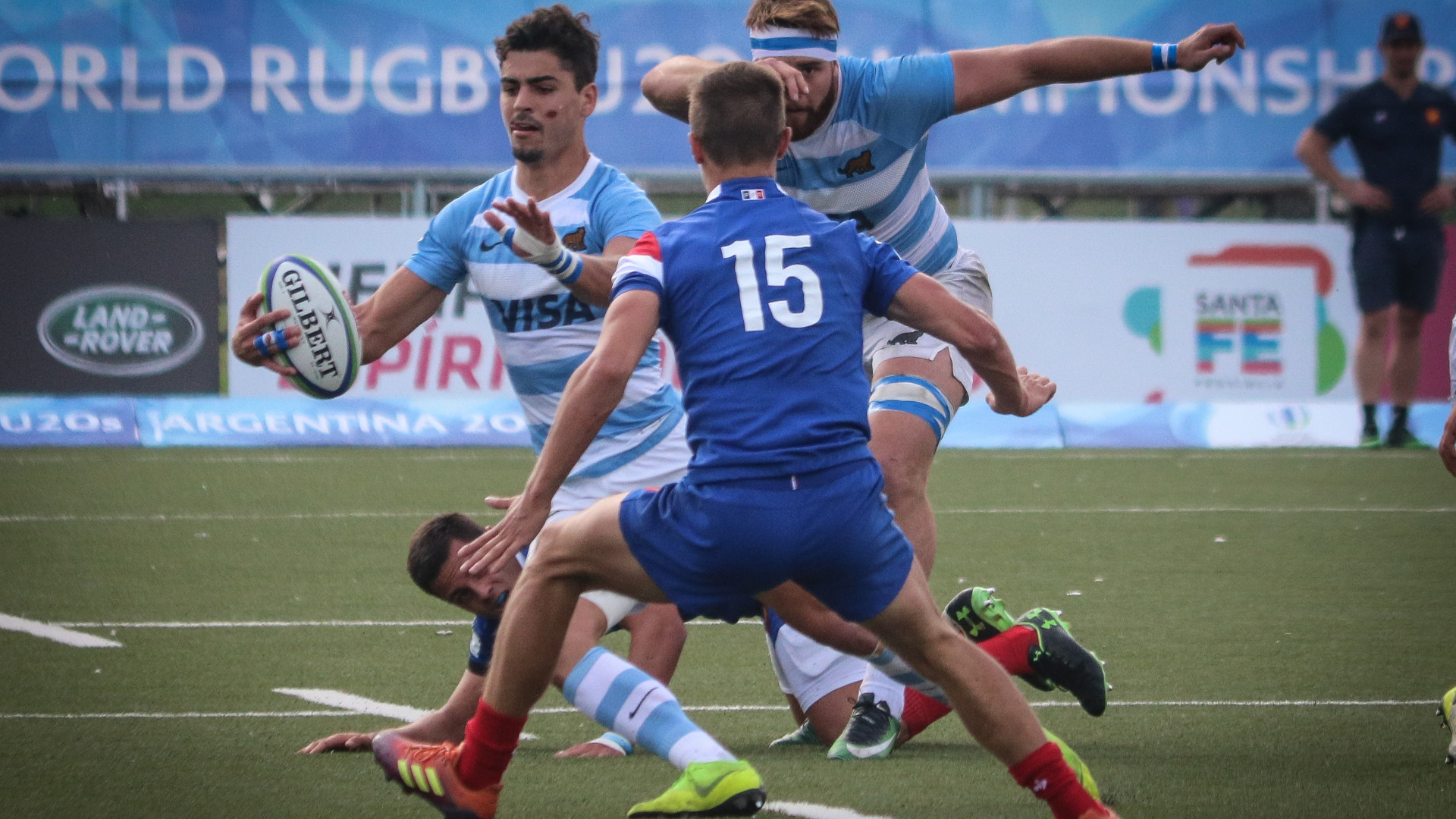
Partido entre Argentina y Francia.

| 12 de junio, 13:00 | Gales | 44 - 28 | Fiyi | Club de Rugby Ateneo Inmaculada, Santa Fe |  |
|                    | Tries: Tommy Reffell 5' Dafydd Buckland 13' Tomi Lewis 37' Dewi Lake 55' Ben Warren 68' Ioan Davies 72' Conversiones: (4/6) Cai Evans 14', 39', 56', 70' Penales: (2/2) Cai Evans 36', 80' | Reporte | Tries: · 9' Taniela Ramasibana · 18' Taniela Yabakidrau Soqonawasaloa · 49', 57' Kamanieli Rasaku · Conversiones: · 10', 19', 50', 58' Sione Turaga Kuruvoli (4/4) · Penal: · Sione Turaga Kuruvoli (0/1) · Tarjetas: · Eparama Sailo 33' hasta 43' · Elijah Kuilamu 55' hasta 65' |                                           |  |

| 12 de junio, 13:00 | Francia | 26 - 47 | Argentina | Hipódromo de Rosario, Rosario |  |
|                    | Tries: · Quentin Delord 28' · Jordan Joseph 44' · Rayne Barka 53' · Matthis Lebel 76' · Conversiones: · (3/4) Louis Carbonel 29', 44', 54' · Tarjeta: · Sascha Zegueur 11' | Reporte | Tries: · 11' Thomas Gallo · 13' Gonzalo García · 21' Juan Martín González Samso · 40+1' Pablo Dimcheff · 70' Juan Pablo Castro · Conversiones: · 12', 14', 23', 40+2' Joaquín de la Vega Mendia (4/4) · 71' Nicolás Roger (1/1) · Penales: · 3', 25', 49' Joaquín de la Vega Mendia (3/3) · 68' Nicolás Roger (1/1) · Tarjetas: · 19' Rodrigo Isgro Alastra · 27' hasta 37' Lucas Bur |                               |  |

### Grupo B
| Pos. | Equipo     | Encuentros | Encuentros | Encuentros | Encuentros | Tantos  | Tantos    | Tantos     | Puntos Bonus | Puntos Totales |
| Pos. | Equipo     | jugados    | ganados    | empatados  | perdidos   | a favor | en contra | diferencia | Puntos Bonus | Puntos Totales |
| ---- | ---------- | ---------- | ---------- | ---------- | ---------- | ------- | --------- | ---------- | ------------ | -------------- |
| 1    | Australia  | 3          | 2          | 0          | 1          | 114     | 85        | + 29       | 3            | 11             |
| 2    | Irlanda    | 3          | 2          | 0          | 1          | 97      | 85        | + 12       | 2            | 10             |
| 3    | Inglaterra | 3          | 2          | 0          | 1          | 106     | 98        | + 8        | 0            | 9              |
| 4    | Italia     | 3          | 0          | 0          | 3          | 49      | 98        | - 49       | 1            | 1              |

Nota: Se otorgan 4 puntos al equipo que gane un partido y 2 al que empate
Puntos Bonus: 1 punto por convertir 4 tries o más en un partido y 1 al equipo que pierda por no más de 7 tantos de diferencia
|  | Clasificación del 1.º al 4.º puesto |

|  | Clasificación del 5.º al 8.º puesto |

|  | Clasificación del 9.º al 12.º puesto |

##### Primera fecha
| 4 de junio, 10:30 | Australia | 36 - 12 | Italia                                                                          | Club de Rugby Ateneo Inmaculada, Santa Fe |  |
|                   | Tries: · Will Harris 7' · Lachlan Lonergan 40+1', 62' · Triston Reilly 57' · Noah Lolesio 66' · Conversiones: · (4/5) Will Harrison 7', 40+2', 63', 67' · Penal: · (1/1) Will Harrison 18' · Tarjeta: · Joseph Cotton 75' | Reporte | Tries: 76' Niccolò Taddia 80' Jacopo Trulla Conversión: 77' Giacomo Da Re (1/2) |                                           |  |

| 4 de junio, 15:30 | Inglaterra | 26 - 42 | Irlanda | Club de Rugby Ateneo Inmaculada, Santa Fe |  |
|                   | Tries: · Oliver Sleightholme 9', 46' · Tom Seabrook 53' · Conversión: · (1/2) Manu Vunipola 10' · (0/1) Tom de Glanville · Penales: · (3/3) Manu Vunipola 3', 26', 43' · Tarjetas: · Aaron Hinkley 34' hasta 44' · Manu Vunipola 50' hasta 60' · Alfie Barbeary 67' | Reporte | Tries: 12' Jake Flannery 27' Stewart Moore 51', 60' David McCann 67' Ben Healy 75' John Hodnett Conversiones: 12', 28' Jake Flannery (2/2) 52', 61', 68', 76' Ben Healy (4/4) |                                           |  |

##### Segunda fecha
| 8 de junio, 10:30 | Australia | 45 - 17 | Irlanda | Club de Rugby Ateneo Inmaculada, Santa Fe |  |
|                   | Tries: · Sione Tui 24' · Isaac Lucas 63' · Mark Nawaqanitawase 65' · Nick Frost 67', 79' · William Harrison 77' · Conversiones: · (6/6) William Harrison 26', 64', 66', 68', 78', 80' · Penales: · (1/3) William Harrison 5' · (0/1) Michael McDonald · Tarjeta: · Semisi Tupou 16' hasta 26' | Reporte | Tries: · 36' Craig Casey · 57' Stewart Moore · Conversiones: · 37' Jake Flannery (1/1) · 58' Ben Healy (1/1) · Penal: · 55' Jake Flannery (1/1) · Tarjeta: · 21' Ryan Baird |                                           |  |

| 8 de junio, 15:30 | Inglaterra | 24 - 23 | Italia | Club de Rugby Ateneo Inmaculada, Santa Fe |  |
|                   | Tries: Alex Coles 29' James Kenny 56' Richard Capstick 64' Conversiones: (3/3) Richard Capstick 29', 57', 66' Penal: (1/1) Richard Capstick 74' | Reporte | Tries: · 44' Cristian Lai · 49' Ange Capuozzo · 60' Paolo Garbisi · Conversiones: · Giacomo Da Re (0/2) · 61' Paolo Garbisi (1/1) · Penales: · 10', 38' Giacomo Da Re (2/2) · Tarjeta: · 55' hasta 65' Nicolae Stoian |                                           |  |

##### Tercera fecha
| 12 de junio, 10:30 | Italia | 14 - 38 | Irlanda | Club de Rugby Ateneo Inmaculada, Santa Fe |  |
|                    |        | Reporte |         |                                           |  |

| 12 de junio, 15:30 | Inglaterra | 56 - 33 | Australia | Club de Rugby Ateneo Inmaculada, Santa Fe |  |
|                    |            | Reporte |           |                                           |  |

### Grupo C
| Pos. | Equipo        | Encuentros | Encuentros | Encuentros | Encuentros | Tantos  | Tantos    | Tantos     | Puntos Bonus | Puntos Totales |
| Pos. | Equipo        | jugados    | ganados    | empatados  | perdidos   | a favor | en contra | diferencia | Puntos Bonus | Puntos Totales |
| ---- | ------------- | ---------- | ---------- | ---------- | ---------- | ------- | --------- | ---------- | ------------ | -------------- |
| 1    | Sudáfrica     | 3          | 3          | 0          | 0          | 116     | 56        | + 60       | 2            | 14             |
| 2    | Nueva Zelanda | 3          | 2          | 0          | 1          | 114     | 71        | + 43       | 2            | 10             |
| 3    | Georgia       | 3          | 1          | 0          | 2          | 50      | 105       | - 55       | 0            | 4              |
| 4    | Escocia       | 3          | 0          | 0          | 3          | 64      | 112       | - 48       | 2            | 2              |

Nota: Se otorgan 4 puntos al equipo que gane un partido y 2 al que empate
Puntos Bonus: 1 punto por convertir 4 tries o más en un partido y 1 al equipo que pierda por no más de 7 tantos de diferencia
|  | Clasificación del 1.º al 4.º puesto |

|  | Clasificación del 5.º al 8.º puesto |

|  | Clasificación del 9.º al 12.º puesto |

##### Primera fecha
| 4 de junio, 10:30 | Sudáfrica | 43 - 19 | Escocia                                                                                           | Hipódromo de Rosario, Rosario |  |
|                   | Tries: · Francke Horn 18' · Jaden Hendrikse 37', 50' · Juan van der Mescht 68' · Sanele Nohamba 70' · Kudzwai Dube 80' · Conversiones: · (3/4) Jaden Hendrikse 19', 37', 68' · (2/2) Sanele Nohamba 71', 80+1' · Penales: · (1/3) Jaden Hendrikse 10' · Tarjeta: · Emile van Heerden 40' hasta 50' | Reporte | Tries: 16' Murphy Walker 40' Try penal 63' Cameron Anderson Conversiones: 64' Ross Thompson (1/2) |                               |  |

| 4 de junio, 13:00 | Nueva Zelanda | 45 - 13 | Georgia | Club de Rugby Ateneo Inmaculada, Santa Fe |  |
|                   | Tries: · Taine Plumtree 14' · Kohan Herbert 17' · Dallas McLeod 36' · Leicester Faingaanuku 53' · Quinn Tupaea 62' · George Dyer 72' · Jeriah Mua 80' · Conversiones: · (5/7) Rivez Reihana 15', 37', 63', 72', 80+1' · Tarjeta: · Etene Nanai-Seturo 9' hasta 19' | Reporte | Try: 44' Vakhtang Jincharadze Conversión: 45' Ioseb Gusharashvili (1/1) Penales: 7', 27' Tedo Abzhandadze (2/2) |                                           |  |

##### Segunda fecha
| 8 de junio, 10:30 | Sudáfrica | 48 - 20 | Georgia | Hipódromo de Rosario, Rosario |  |
|                   | Tries: · Dylan Richardson 10', 63' · Asenathi Ntlabakanye 36' · Fezokuhle Mbatha 40' · Rikus Pretorius 48' · Thaakir Abrahams 58' · Angelo Davids 77' · David Coetzer 79' · Conversiones: · (3/3) Jaden Hendrikse 11', 37', 40' · (1/3) Sanele Nohamba 64' · (0/2) Vaughen Isaacs · Tarjetas: · Vaughen Isaacs 29' hasta 39' · Emile van Heerden 52' hasta 62' | Reporte | Tries: 26', 54' Otar Lashkhi 80+1' Teimuraz Tchitchinadze Conversiones: 80+1' Tedo Abzhandadze (1/3) Penales: 43' Tedo Abzhandadze (1/2) |                               |  |

| 8 de junio, 15:30 | Nueva Zelanda | 52 - 33 | Escocia | Hipódromo de Rosario, Rosario |  |
|                   | Tries: Kaliopasi Uluilakepa 7' Scott Gregory 13' Lalomilo Lalomilo 24', 53' Quinn Tupaea 27' Tamaiti Williams 59' Oliver Norris 62' Taine Plumtree 80+1' Conversiones: (6/8) Fergus Burke 8', 14', 25', 59', 63', 80+2' | Reporte | Tries: 29' Robbie McCallum 33', 44' Oliver Smith 66' Euan Ashman 71' Jack Blain Conversiones: 34', 46' Nathan Chamberlain (2/3) 67', 71' Ross Thompson (2/2) |                               |  |

##### Tercera fecha
| 12 de junio, 10:30 | Georgia | 17 - 12 | Escocia                                                         | Hipódromo de Rosario, Rosario |  |
|                    | Tries: Tedo Abzhandadze 57' Luka Nioradze 74' Conversiones: (2/2) Tedo Abzhandadze 58', 76' Penal: (1/1) Tedo Abzhandadze 47' | Reporte | Tries: 5', 53' Euan Ashman Conversiones: 6' Ross Thompson (1/2) |                               |  |

| 12 de junio, 15:30 | Sudáfrica | 25 - 17 | Nueva Zelanda                                                                                               | Hipódromo de Rosario, Rosario |  |
|                    | Tries: · Vaughen Isaacs 8' · Juan van der Mescht 19' · Conversiones: · (0/2) Jaden Hendrikse · Penales: · (3/3) Jaden Hendrikse 14', 39', 41' · (2/2) Sanele Nohamba 72', 79' · Tarjetas: · Dylan Richardson 21' hasta 31' · Sibusiso Sangweni 34' hasta 44' · James Henry Mollentze 45' hasta 55' | Reporte | Tries: 45' Try penal 75' Lalomilo Lalomilo Conversión: 75' Fergus Burke (1/1) Penal: 35' Fergus Burke (1/1) |                               |  |

### Ronda final

#### Clasificación del 9.º al 12.º puesto
|  | 9.º al 12.º puesto | 9.º al 12.º puesto | 9.º al 12.º puesto |        |         | 9.º puesto  | 9.º puesto  | 9.º puesto  |  |
|  |                    |                    |                    |        |         |             |             |             |  |
|  |                    |                    |                    |        |         |             |             |             |  |
|  | Georgia            | Georgia            | 12                 |        |         |             |             |             |  |
|  | Georgia            | Georgia            | 12                 |        |         |             |             |             |  |
|  | Fiyi               | Fiyi               | 8                  |        |         |             |             |             |  |
|  | Fiyi               | Fiyi               | 8                  |        | Georgia | Georgia     | 17          |             |  |
|  |                    |                    |                    |        | Georgia | Georgia     | 17          |             |  |
|  |                    |                    | Italia             | Italia | 29      |             |             |             |  |
|  | Escocia            | Escocia            | Italia             | Italia | 29      | 19          |             |             |  |
|  | Escocia            | Escocia            |                    |        |         | 19          |             |             |  |
|  | Italia             | Italia             | 26                 |        |         | 11.º puesto | 11.º puesto | 11.º puesto |  |
|  | Italia             | Italia             | 26                 |        |         | 11.º puesto | 11.º puesto | 11.º puesto |  |
|  |                    |                    |                    |        |         |             |             |             |  |
|  |                    |                    |                    |        |         | Fiyi        | Fiyi        | 59          |  |
|  |                    |                    |                    |        |         | Fiyi        | Fiyi        | 59          |  |
|  |                    |                    |                    |        |         | Escocia     | Escocia     | 34          |  |
|  |                    |                    |                    |        |         | Escocia     | Escocia     | 34          |  |
|  |                    |                    |                    |        |         |             |             |             |  |

#### Clasificación del 5.º al 8.º puesto
|  | 5.º al 8.º puesto | 5.º al 8.º puesto | 5.º al 8.º puesto |            |       | 5.º puesto    | 5.º puesto    | 5.º puesto |  |
|  |                   |                   |                   |            |       |               |               |            |  |
|  |                   |                   |                   |            |       |               |               |            |  |
|  | Nueva Zelanda     | Nueva Zelanda     | 7                 |            |       |               |               |            |  |
|  | Nueva Zelanda     | Nueva Zelanda     | 7                 |            |       |               |               |            |  |
|  | Gales             | Gales             | 8                 |            |       |               |               |            |  |
|  | Gales             | Gales             | 8                 |            | Gales | Gales         | 26            |            |  |
|  |                   |                   |                   |            | Gales | Gales         | 26            |            |  |
|  |                   |                   | Inglaterra        | Inglaterra | 45    |               |               |            |  |
|  | Irlanda           | Irlanda           | Inglaterra        | Inglaterra | 45    | 23            |               |            |  |
|  | Irlanda           | Irlanda           |                   |            |       | 23            |               |            |  |
|  | Inglaterra        | Inglaterra        | 30                |            |       | 7.º puesto    | 7.º puesto    | 7.º puesto |  |
|  | Inglaterra        | Inglaterra        | 30                |            |       | 7.º puesto    | 7.º puesto    | 7.º puesto |  |
|  |                   |                   |                   |            |       |               |               |            |  |
|  |                   |                   |                   |            |       | Irlanda       | Irlanda       | 17         |  |
|  |                   |                   |                   |            |       | Irlanda       | Irlanda       | 17         |  |
|  |                   |                   |                   |            |       | Nueva Zelanda | Nueva Zelanda | 40         |  |
|  |                   |                   |                   |            |       | Nueva Zelanda | Nueva Zelanda | 40         |  |
|  |                   |                   |                   |            |       |               |               |            |  |

#### Clasificación del 1.º al 4.º puesto
|  | Semifinales | Semifinales | Semifinales |           |         | Final      | Final      | Final      |  |
|  |             |             |             |           |         |            |            |            |  |
|  |             |             |             |           |         |            |            |            |  |
|  | Sudáfrica   | Sudáfrica   | 7           |           |         |            |            |            |  |
|  | Sudáfrica   | Sudáfrica   | 7           |           |         |            |            |            |  |
|  | Francia     | Francia     | 20          |           |         |            |            |            |  |
|  | Francia     | Francia     | 20          |           | Francia | Francia    | 24         |            |  |
|  |             |             |             |           | Francia | Francia    | 24         |            |  |
|  |             |             | Australia   | Australia | 23      |            |            |            |  |
|  | Argentina   | Argentina   | Australia   | Australia | 23      | 13         |            |            |  |
|  | Argentina   | Argentina   |             |           |         | 13         |            |            |  |
|  | Australia   | Australia   | 34          |           |         | 3.º puesto | 3.º puesto | 3.º puesto |  |
|  | Australia   | Australia   | 34          |           |         | 3.º puesto | 3.º puesto | 3.º puesto |  |
|  |             |             |             |           |         |            |            |            |  |
|  |             |             |             |           |         | Sudáfrica  | Sudáfrica  | 41         |  |
|  |             |             |             |           |         | Sudáfrica  | Sudáfrica  | 41         |  |
|  |             |             |             |           |         | Argentina  | Argentina  | 16         |  |
|  |             |             |             |           |         | Argentina  | Argentina  | 16         |  |
|  |             |             |             |           |         |            |            |            |  |

##### Semifinales
| 17 de junio, 13:00 | Argentina | 13 - 34 | Australia | Hipódromo de Rosario, Rosario |  |

| 17 de junio, 15:30 | Sudáfrica | 7 - 20 | Francia | Hipódromo de Rosario, Rosario |  |

##### Tercer puesto
| 22 de junio, 13:00 | Argentina | 16 - 41 | Sudáfrica | Hipódromo de Rosario, Rosario |  |

##### Final
| 22 de junio, 15:30 | Australia | 23 - 24 | Francia | Hipódromo de Rosario, Rosario |  |

| Bandera de Francia |
| Campeón Francia    |
| Segundo título     |

## Posiciones finales
| Posición | Selección     |
| -------- | ------------- |
| 1        | Francia       |
| 2        | Australia     |
| 3        | Sudáfrica     |
| 4        | Argentina     |
| 5        | Inglaterra    |
| 6        | Gales         |
| 7        | Nueva Zelanda |
| 8        | Irlanda       |
| 9        | Italia        |
| 10       | Georgia       |
| 11       | Fiyi          |
| 12       | Escocia       |

|  | Descendió al Trofeo Mundial de Rugby Juvenil |